# Kaisberg

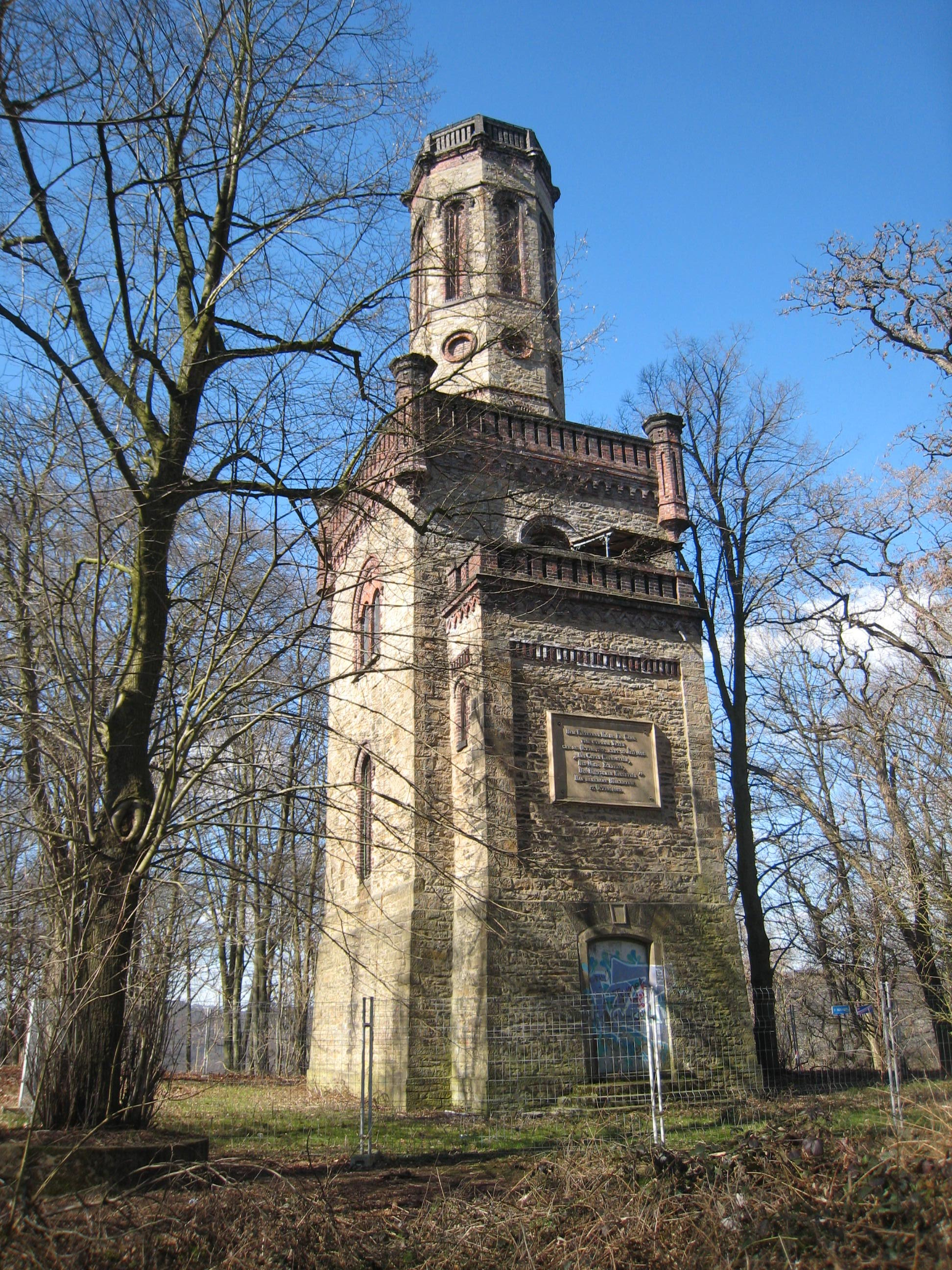
Der Freiherr-vom-Stein-Turm auf dem Kaisberg

Der Kaisberg ist eine 185 m hohe Anhöhe östlich des Harkortsees nördlich von Hagen-Vorhalle. Die Schichten des Karbon, die den Rücken des Berges bilden, zählen zu den tiefsten Sprockhöveler Schichten, das tieferliegende Flöz Sengsbank zu den ältesten kohleführenden Schichten (flözführendes Oberkarbon) im Ruhrgebiet. Der Sandstein ist namensgebend für die Kaisberg-Formation.
Man erzählt sich Geschichten, dass einst der römische Feldherr Varus im Jahr 9 und Jahrhunderte später Karl der Große bei der Belagerung der sächsischen Sigiburg 775 hier gelagert haben. 
Im Jahre 1876 entdeckten Arbeiter beim Eisenbahnbau am Kaisberg drei bronzene, jeweils über 90 cm lange und 1 kg schwere Griffzungenschwerter aus der Späten Bronzezeit. Sie gehören zu den archäologischen „Kostbarkeiten“ in Nordrhein-Westfalen, datieren ca. 1.000 bis 800 v. Chr., und sind Importstücke aus dem Mittel- und Oberrheingebiet sowie aus Ostfrankreich. Heute zu sehen im LWL-Museum für Archäologie in Herne, Ruhr Museum Essen, Museum Burg Altena und als Repliken im Museum Schloss Werdringen.
Zu den Sehenswürdigkeiten der Wanderwege zählt der Freiherr-vom-Stein-Turm auf dem Berg selbst, der Kaisbergstollen am Bergfuß und südwestlich des Kaisbergs das Wasserschloss Werdringen mit dem Museum für Ur- und Frühgeschichte. Direkt nördlich befindet sich in den Ruhrauen ein Klärwerk und aufgrund des Aufbringens von Klärschlamm sind einige umliegende Flächen cadmiumbelastet.
Eine Gruppe von Wissenschaftlern des Karl Ernst Osthaus-Museums untersuchte in den Jahren 2000 bis 2002 im Rahmen des Projekts Landschaftspark Ruhr, wie das Landschaftsbild am Kaisberg verbessert und die Landschaft zugleich zugänglicher gemacht werden kann.
Ab 2005 bestehen, ausgehend vom benachbarten Museum für Ur- und Frühgeschichte, Planungen für einen Evolutionspark Hagen, der auch den Kaisberg ins Konzept einbezieht. Realisiert ist bislang der Geopfad Kaisberg, ein geologischer Pfad rund um den Berg.
Der Nordosthang des Kaisberges liegt im Naturschutzgebiet Ehemaliger Yachthafen Harkortsee.

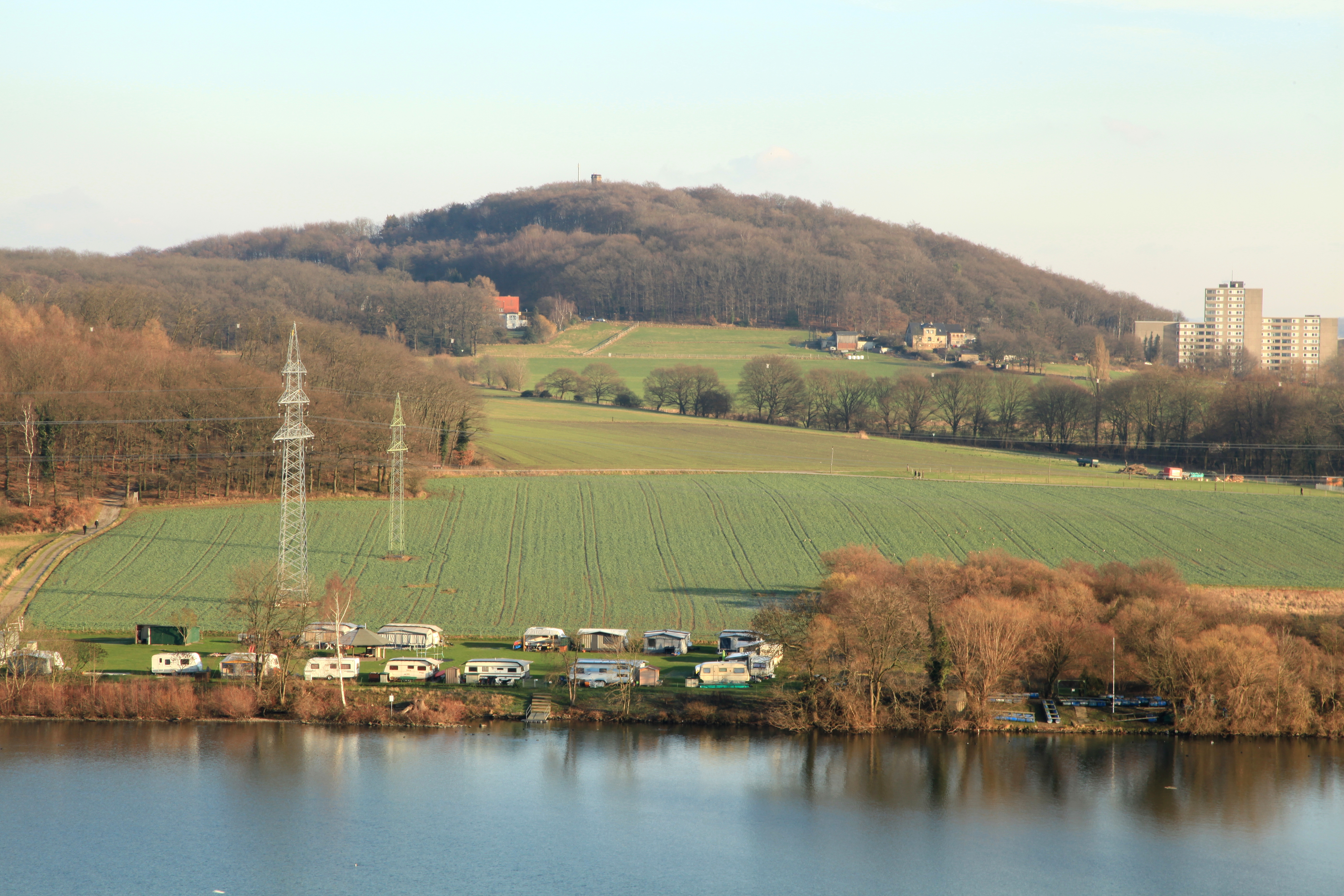
Ansicht von der Burg Wetter
- 3D-Geländemodell des Kaisbergs